# Cala

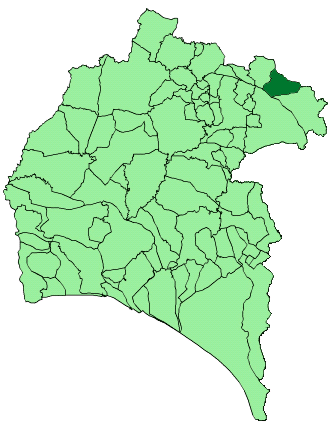
Localização de Cala

Cala é um município da Espanha na província de Huelva, comunidade autónoma da Andaluzia, de área 84 km² com população de 1287 habitantes (2005) e densidade populacional de 15,32 hab./km².

## Demografia
| Variação demográfica do município entre 1991 e 2004 | Variação demográfica do município entre 1991 e 2004 | Variação demográfica do município entre 1991 e 2004 | Variação demográfica do município entre 1991 e 2004 |
| --------------------------------------------------- | --------------------------------------------------- | --------------------------------------------------- | --------------------------------------------------- |
| 1991                                                | 1996                                                | 2001                                                | 2004                                                |
| 1484                                                | 1493                                                | 1387                                                | 1315                                                |